# Roca de la Puríssima

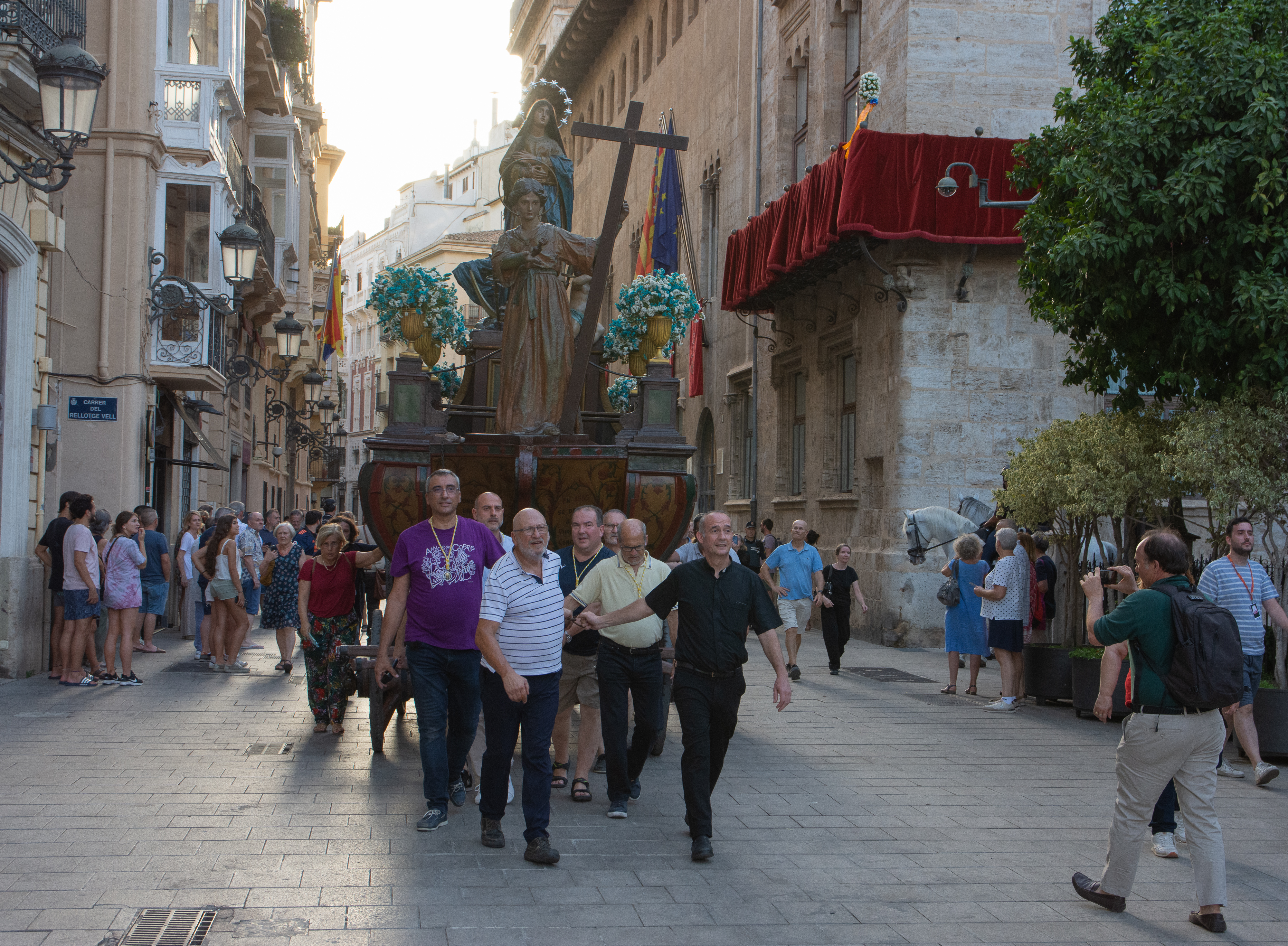
La roca arribant a la plaça de la Mare de Déu

La Roca de la Puríssima és una de les roques de les festivitats del Corpus Christi de la ciutat de València.

## Descripció

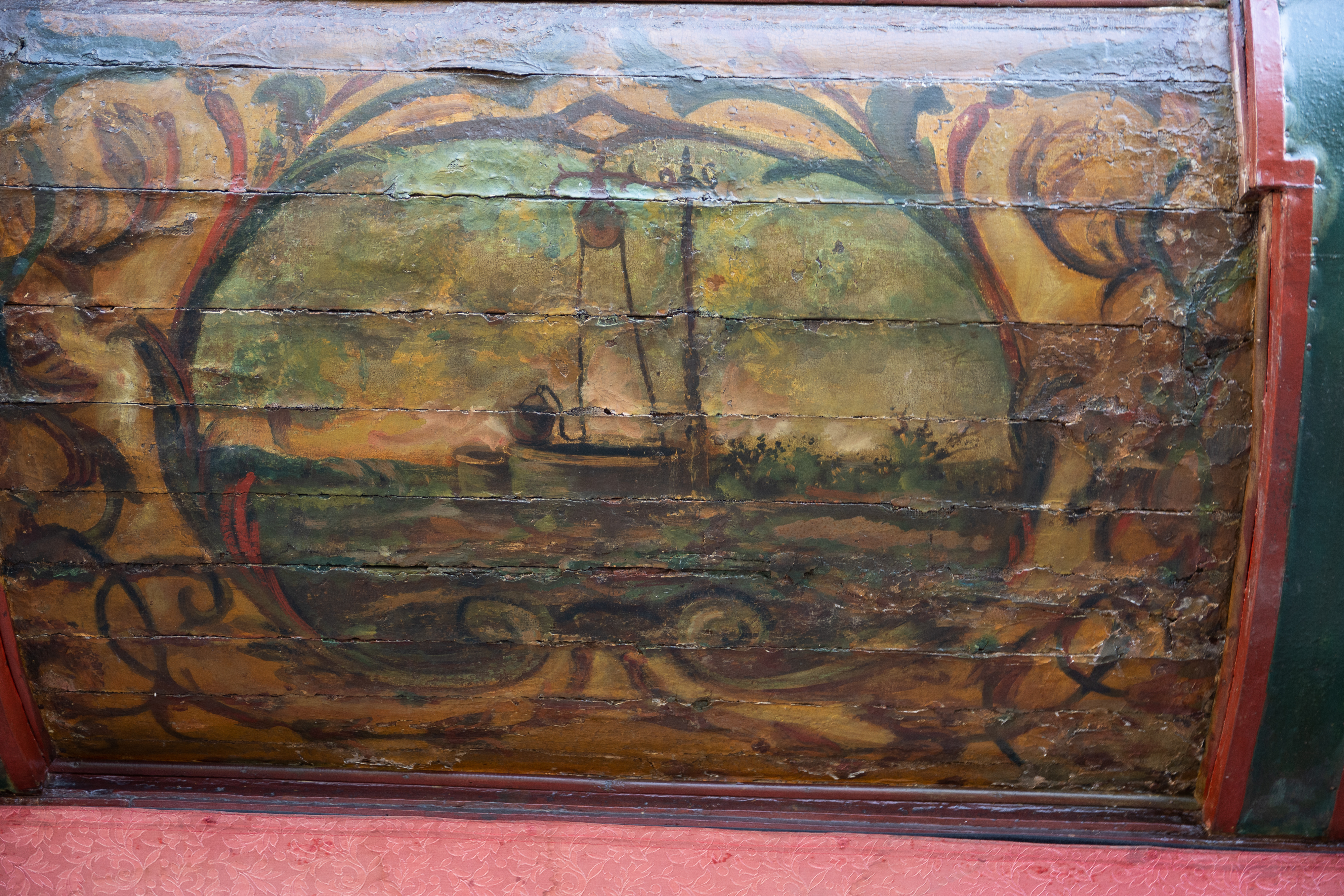
El pou, símbol marià pintat a la roca

La image principal representa la Immaculada Concepció, amb la inscripció "Tota pulchra es Maria". En la part davantera de la roca hi ha una escultura de Santa Elena amb la Creu de Jerusalem i un cor en flames a la mà dreta, mentre que en la parte posterior figura Judit amb el cap d'Holofernes. Les escultures de Judit i la Immaculada varen ser renovades en 1815. En la base de la roca figuren atributs marians com el pou, el sol, la lluna, la porta o l'Arca de la Salvació.
Porta dos ciris i sis peveters amb flors.

## Història
Aquesta roca va ser construïda el 1542 amb el nom de Maria del Te Deum, nom que ja va portar una altra feta el 1512. Va canviar de nom el 1665 amb motiu d'unes molt solemnes festes dedicades a la Puríssima Concepció decretades per Alexandre VII. Aquest papa va ordenar pel decret Iteratis Plisque precibus que a València, Catalunya, Aragó, Castella, Navarra i les Índies es resés l'ofici de la Immaculada Concepció amb vuitada.
La història de la seua conservació és força semblant a la de altres roques anteriors a 1960. Sotmesa a una renovació el 1867 amb motiu del segon centenari de la Mare de Déu dels Desemparats, va patir la riuada de 1897, que va comportar una rehabilitació. L'instal·lació dels cables del tramvia elèctric va fer que fora reduïda en alçada, i novament la gran riuada de 1957 la danyà. La restauració va acabar en 1959.
Originalment al carro es representava una danseta de llauradorets, xiquets que representaven la puresa i la innocència simbolitzades per l'advocació de la roca.
A finals del segle xix, moment de major devoció immaculista, els estudiants de la Universitat de València acudien a la Seu, desenganxaven les cavalleries del tir, i arrossegaven ells mateixos el carro.